# Tekken Tag Tournament
Tekken Tag Tournament (яп. 鉄拳タッグトーナメント Тэккэн та:гу то:намэнто) — четвёртая игра в серии файтинга Tekken. Tag Tournament представляет собой не продолжение серии, а самостоятельную игру, и не имеет сюжета. Tekken Tag Tournament вышла в июле 1999 года на аркадных автоматах, в следующем году игра была портирована на PlayStation 2, став первой игрой в серии, выпущенной для этой консоли. До выхода Tekken 6, Tekken Tag Tournament имела рекордное для серии количество персонажей, представленных в одной игре — 39 персонажей.
В 2011 году широкоформатное переиздание данной игры вошло в сборник Tekken Hybrid.

## Геймплей

Дзин против Ган Джека в режиме Один-на-один.

Игровой процесс игры идентичен Tekken 3. Игроки в Tekken Tag Tournament могут сражаться в группе по два персонажа. В любой момент в матче, игрок может нажать кнопку на геймпаде, чтобы переключиться на другого персонажа, позволяя герою восстановить очки жизни. Группа может делать таг комбо или специальные броски. В некоторых случаях у персонажа может мигать лайфбар — это значит, что персонаж владеет большой силой за определённое время. Игрок проигрывает бой, если один из его бойцов потерял все свои очки жизни. В случае тайм-аута побеждает команда с самым большим запасом здоровья.
В игре представлены более 35 персонажей, которые ранее появились в Tekken 2 и Tekken 3. Кроме того, появился новый босс Неизвестная, похожая на Мокудзина, так как она может имитировать стиль боя любого персонажа, а также менять стиль боя на другие нажатием на аналоговый стик. В версии игры для PlayStation 2 была добавлена улучшенная графика и различные режимы, в том числе режим «Один-на-один», в котором игроки могут выбрать только одного бойца, и «Team Battle» (рус. Командная битва), где игроки выбирают до восьми персонажей и играют ими, заменяя каждого побеждённого персонажа. Кроме того, был добавлен режим «Tekken Bowll», боулинг мини-игра, где каждый персонаж имеет различные возможности броска шара.

### Персонажи

Экран выбора персонажа: Кадзуя и Хэйхати.

Tekken Tag Tournament не является частью основной сюжетной линии Tekken. Это позволило разработчикам вернуть персонажей из прошлых частей серии (таких, как Пэк То Сан, Брюс Ирвин, Дзюн Кадзама, Кунимицу и Мишель Чан). Возраст персонажей в этой игре соответствует тому возрасту, что был у них в последней игре, в которой они появились. Но есть и персонажи, которые не вернулись из предыдущих игр: Первый Кинг, Маршалл Ло, первый Джек, первый Кума, Гон и Доктор Босконович (появляется в качестве зрителя в мини-игре Tekken Bowll).
Появились двое новых персонажей — Тэцудзин и Неизвестная. Тэцудзин является перекрашенной в серебряный цвет версией Мокудзина. Неизвестная — главный босс игры. Оба этих новых персонажа имитируют стили боя других персонажей.

#### Список играбельных персонажей
- Жирным шрифтом отмечены новые персонажи.

| Основной список                                                | Основной список                                             | Основной список                                                      | Основной список                                               | Основной список                                            | Основной список                                           | Основной список                                                  | Основной список                                    |
| -------------------------------------------------------------- | ----------------------------------------------------------- | -------------------------------------------------------------------- | ------------------------------------------------------------- | ---------------------------------------------------------- | --------------------------------------------------------- | ---------------------------------------------------------------- | -------------------------------------------------- |
| - Алекс* - Ангел* - Анна Уильямс - Армор Кинг I - Брайан Фьюри | - Брюс Ирвин* - Ван Цзиньжэй* - Ган Джек - Ганрю* - Джек-2* | - Джулия Чан - Дзин Кадзама - Дзюн Кадзама - Дьявол Кадзуя - Ёсимицу | - Истинный Огр - Кадзуя Мисима - Кинг II - Кума II - Кунимицу | - Ли Чаолан - Лин Сяоюй - Лэй Улун - Мишель Чан - Мокудзин | - Неизвестная** - Нина Уильямс - Огр - Панда - Пол Феникс | - Прототип Джек - Пэк Тусан - Роджер - Тайгер Джексон - Тэцудзин | - Форест Ло - Хваран - Хэйхати Мисима - Эдди Горду |

* ↑  Доступен после прохождения аркадного режима.
** ↑  Финальный босс.

## Версии и порты

Флаер игры для версии аркадного автомата.

Аркадная и консольная версии Tekken Tag Tournament значительно отличаются друг от друга. Аркадная версия работала на 32-битном движке, используя графический движок Tekken 3. Аркадный автомат основан на архитектуре первой PlayStation. Консольная версия работала на обновлённом движке, использующий графический процессор PlayStation 2. Позже движок Tekken Tag Tournament будет использован в Tekken 4. Дизайн и музыкальное сопровождение также отличалось, так как в консольной версии музыка не была основана на MIDI, как в версии аркадного автомата. Неизвестная недоступна в версии аркадного автомата, но стала доступна в версии для PlayStation 2. Аркадная версия также позволяет игрокам выбрать только альтернативные цвета, в которых присутствуют на одежде героев. Есть также существенные различия, касающиеся анимации персонажей. Некоторые приёмы и аттаки являются гораздо более эффективными в аркадной версии, чем в консольной версии, или наоборот.

### Tekken Tag Tournament HD

Логотип широкоформатной версии игры.

Tekken Tag Tournament HD — улучшенная версия Tekken Tag Tournament, которая вышла в ноябре 2011 года. Игра вышла на Blu-Ray в сборнике Tekken Hybrid, вместе с демо Tekken Tag Tournament 2 и фильмом Tekken: Blood Vengeance. Игра основана на версии для PlayStation 2 и имеет высокое качество изображения. В игру также добавили поддержку системы Трофеев.

## Саундтрек
Альбом Tekken Tag Tournament Original Sound Track (яп. 鉄拳タッグトーナメントオリジナルサウンドトラック Таггу То:намэнто Оридзинару Саундоторакку) был выпущен лейблом Bandai Music Entertainment 21 сентября 1999 года. Музыка была написана Акитака Тохямой, Кэнъити Окабэ, Нобуёси Сано, Ю Миякэ, Сатору Косаки и Ёсихито Яно. Альбом содержит 21 песню из версии для аркадного автомата. Позднее все песни из этого альбома будут включены в «Tekken Tag Tournament Complete Sound Track».
| №                   | Название               | Музыка              | Длительность |
| ------------------- | ---------------------- | ------------------- | ------------ |
| 1.                  | «Attract»              | Ю Миякэ             | 0:28         |
| 2.                  | «Character Select»     | Акитака Тохяма      | 1:00         |
| 3.                  | «Jin Stage BGM»        | Нобуёси Сано        | 2:41         |
| 4.                  | «Paul Stage BGM»       | Акитака Тохяма      | 2:51         |
| 5.                  | «King Stage BGM»       | Ю Миякэ             | 2:40         |
| 6.                  | «Xiaoyu Stage BGM»     | Кэнъити Окабэ       | 2:55         |
| 7.                  | «School Stage BGM»     | Нобуёси Сано        | 2:22         |
| 8.                  | «Law Stage BGM»        | Ю Миякэ             | 2:38         |
| 9.                  | «Nina Stage BGM»       | Акитака Тохяма      | 2:37         |
| 10.                 | «Hwoarang Stage BGM»   | Кэнъити Окабэ       | 3:14         |
| 11.                 | «Yoshimitsu Stage BGM» | Нобуёси Сано        | 2:58         |
| 12.                 | «Eddy Stage BGM»       | Ю Миякэ             | 2:46         |
| 13.                 | «Lei Stage BGM»        | Акитака Тохяма      | 3:04         |
| 14.                 | «Ogre Stage BGM»       | Кэнъити Окабэ       | 2:51         |
| 15.                 | «Middle Boss BGM»      | Нобуёси Сано        | 2:35         |
| 16.                 | «Last Boss BGM»        | Ю Миякэ             | 2:56         |
| 17.                 | «Staff Roll»           | Акитака Тохяма      | 1:35         |
| 18.                 | «Continue»             | Акитака Тохяма      | 0:33         |
| 19.                 | «Name Entry»           | Акитака Тохяма      | 0:49         |
| 20.                 | «Jingle 1 (Rannyuu)»   | Рио Хамамото        | 0:05         |
| 21.                 | «Jingle 2 (Join)»      | Рио Хамамото        | 0:04         |
| Общая длительность: | Общая длительность:    | Общая длительность: | 43:42        |

Tekken Tag Tournament Direct Audio (яп. 鉄拳タッグトーナメント ダイレクト・オーディオ Таггу То:намэнто Оридзинару Дайрэкуто Одио) был выпущен лейблами Tokyopop Soundtrax, Players Planet и Media Factory в 2000 году. Альбом содержит песни из версии игры для PlayStation 2. Американская версия саундтрека содержит артбук с персонажами и комментарии композиторов о песнях. Кроме того, для тех кто купил альбом также включала в себя карты с персонажами серии Soul. Позже все песни данной версии будут включены в «Tekken Tag Tournament Complete Sound Track», в честь переиздания игры на PlayStation 3.
| №                   | Название                               | Музыка              | Длительность |
| ------------------- | -------------------------------------- | ------------------- | ------------ |
| 1.                  | «Opening Movie»                        | Акитака Тохяма      | 1:16         |
| 2.                  | «EMBU»                                 | Кэнъити Окабэ       | 0:39         |
| 3.                  | «Arcade Movie»                         | Ю Миякэ             | 0:27         |
| 4.                  | «Select»                               | Акитака Тохяма      | 0:48         |
| 5.                  | «Jin»                                  | Нобуёси Сано        | 3:01         |
| 6.                  | «Paul»                                 | Акитака Тохяма      | 2:16         |
| 7.                  | «Hwoarang»                             | Кэнъити Окабэ       | 3:31         |
| 8.                  | «Eddy»                                 | Ю Миякэ             | 3:32         |
| 9.                  | «Yoshimitsu»                           | Нобуёси Сано        | 3:16         |
| 10.                 | «Lei»                                  | Акитака Тохяма      | 3:17         |
| 11.                 | «Ogre»                                 | Кэнъити Окабэ       | 3:17         |
| 12.                 | «Law»                                  | Ю Миякэ             | 2:22         |
| 13.                 | «School»                               | Нобуёси Сано        | 3:04         |
| 14.                 | «Nina»                                 | Акитака Тохяма      | 3:04         |
| 15.                 | «Xiaoyu»                               | Кэнъити Окабэ       | 3:05         |
| 16.                 | «King»                                 | Ю Миякэ             | 3:41         |
| 17.                 | «Heihachi»                             | Нобуёси Сано        | 3:16         |
| 18.                 | «Unknown»                              | Кэнъити Окабэ       | 3:05         |
| 19.                 | «Unknown Movie»                        | Ёсихито Яно         | 0:27         |
| 20.                 | «Ending Replay»                        | Ёсихито Яно         | 1:06         |
| 21.                 | «Staff Roll»                           | Кэнъити Окабэ       | 3:06         |
| 22.                 | «Continue?»                            | Сатору Косаки       | 0:33         |
| 23.                 | «Name Entry»                           | Сатору Косаки       | 0:42         |
| 24.                 | «Rannyuu»                              | Сатору Косаки       | 0:04         |
| 25.                 | «Join»                                 | Сатору Косаки       | 0:06         |
| 26.                 | «Strike»                               | Акитака Тохяма      | 0:07         |
| 27.                 | «Spare»                                | Акитака Тохяма      | 0:07         |
| 28.                 | «Miss»                                 | Акитака Тохяма      | 0:08         |
| 29.                 | «Result»                               | Акитака Тохяма      | 1:35         |
| 30.                 | «Xiaoyu VS BKO [Remix Version]»        | Кэнъити Окабэ       | 4:12         |
| 31.                 | «King VS U [Remix Version]»            | Ю Миякэ             | 4:17         |
| 32.                 | «Yoshimitsu VS SANODG [Remix Version]» | Нобуёси Сано        | 4:23         |
| 33.                 | «Lei VS TOHYAMA [Remix Version]»       | Акитака Тохяма      | 4:25         |
| Общая длительность: | Общая длительность:                    | Общая длительность: | 72:15        |

27 сентября 2011 года в честь выхода переиздания игры Tekken Hybrid лейблом Namco Bandai был выпущен альбом Tekken Tag Tournament Complete Sound Track, где содержаться все песни из версий для аркадного автомата и PlayStation 2. Альбом доступен через сервис iTunes.
| №                   | Название                                     | Музыка              | Длительность |
| ------------------- | -------------------------------------------- | ------------------- | ------------ |
| 1.                  | «Opening Movie (PlayStation 2 version)»      | Акитака Тохяма      | 1:15         |
| 2.                  | «Embu (PlayStation 2 version)»               | Кэнъити Окабэ       | 0:39         |
| 3.                  | «Character Select (PlayStation 2 version)»   | Акитака Тохяма      | 1:18         |
| 4.                  | «Jin Stage (PlayStation 2 version)»          | Нобуёси Сано        | 3:00         |
| 5.                  | «Paul Stage (PlayStation 2 version)»         | Акитака Тохяма      | 2:16         |
| 6.                  | «King Stage (PlayStation 2 version)»         | Ю Миякэ             | 3:41         |
| 7.                  | «Hwoarang (PlayStation 2 version)»           | Кэнъити Окабэ       | 3:05         |
| 8.                  | «School Stage (PlayStation 2 version)»       | Нобуёси Сано        | 3:03         |
| 9.                  | «Law Stage (PlayStation 2 version)»          | Ю Миякэ             | 2:22         |
| 10.                 | «Nina Stage (PlayStation 2 version)»         | Акитака Тохяма      | 3:04         |
| 11.                 | «Hwoarang Stage (PlayStation 2 version)»     | Кэнъити Окабэ       | 3:31         |
| 12.                 | «Yoshimitsu Stage (PlayStation 2 version)»   | Нобуёси Сано        | 3:16         |
| 13.                 | «Eddy Stage (PlayStation 2 version)»         | Ю Миякэ             | 3:31         |
| 14.                 | «Lei Stage (PlayStation 2 version)»          | Акитака Тохяма      | 3:16         |
| 15.                 | «Ogre Stage (PlayStation 2 version)»         | Кэнъити Окабэ       | 3:16         |
| 16.                 | «Heihachi (PlayStation 2 version)»           | Нобуёси Сано        | 3:16         |
| 17.                 | «Unknown (PlayStation 2 version)»            | Нобуёси Сано        | 3:05         |
| 18.                 | «Unknown Movie (PlayStation 2 version)»      | Ёсихито Яно         | 0:24         |
| 19.                 | «Ending Replay (PlayStation 2 version)»      | Ёсихито Яно         | 1:06         |
| 20.                 | «Staff Roll (PlayStation 2 version)»         | Кэнъити Окабэ       | 3:05         |
| 21.                 | «Continue (PlayStation 2 version)»           | Сатору Косаки       | 0:32         |
| 22.                 | «Name Entry (PlayStation 2 version)»         | Сатору Косаки       | 0:41         |
| 23.                 | «Jingle 1 (Rannyuu) (PlayStation 2 version)» | Сатору Косаки       | 0:02         |
| 24.                 | «Jingle 2 (Join) (PlayStation 2 version)»    | Сатору Косаки       | 0:02         |
| 25.                 | «Strike (PlayStation 2 version)»             | Акитака Тохяма      | 0:05         |
| 26.                 | «Spare (PlayStation 2 version)»              | Акитака Тохяма      | 0:05         |
| 27.                 | «Miss (PlayStation 2 version)»               | Акитака Тохяма      | 0:05         |
| 28.                 | «Attract (Arcade version)»                   | Ю Миякэ             | 0:26         |
| 29.                 | «Character Select (Arcade version)»          | Акитака Тохяма      | 0:59         |
| 30.                 | «Jin Stage (Arcade version)»                 | Нобуёси Сано        | 2:40         |
| 31.                 | «Paul Stage (Arcade version)»                | Акитака Тохяма      | 2:50         |
| 32.                 | «King Stage (Arcade version)»                | Ю Миякэ             | 2:39         |
| 33.                 | «Xiaoyu Stage (Arcade version)»              | Кэнъити Окабэ       | 2:54         |
| 34.                 | «School Stage (Arcade version)»              | Нобуёси Сано        | 2:22         |
| 35.                 | «Law Stage (Arcade version)»                 | Ю Миякэ             | 2:38         |
| 36.                 | «Nina Stage (Arcade version)»                | Акитака Торияма     | 2:36         |
| 37.                 | «Hwoarang Stage (Arcade version)»            | Кэнъити Окабэ       | 3:14         |
| 38.                 | «Yoshimitsu Stage (Arcade version)»          | Нобуёси Сано        | 2:57         |
| 39.                 | «Eddy Stage (Arcade version)»                | Ю Миякэ             | 2:46         |
| 40.                 | «Lei Stage (Arcade version)»                 | Акитака Тохяма      | 3:03         |
| 41.                 | «Ogre Stage (Arcade version)»                | Кэнъити Окабэ       | 2:51         |
| 42.                 | «Heihachi (Arcade version)»                  | Нобуёси Сано        | 2:35         |
| 43.                 | «Unknown (Arcade version)»                   | Ю Миякэ             | 2:55         |
| 44.                 | «Staff Roll (Arcade version)»                | Акитака Тохяма      | 1:35         |
| 45.                 | «Continue (Arcade version)»                  | Акитака Тохяма      | 0:32         |
| 46.                 | «Name Entry (Arcade version)»                | Акитака Тохяма      | 0:49         |
| 47.                 | «Jingle 1 (Rannyuu) (Arcade version)»        | Рио Хамамото        | 0:04         |
| 48.                 | «Jingle 2 (Join) (Arcade version)»           | Рио Хамамото        | 0:04         |
| Общая длительность: | Общая длительность:                          | Общая длительность: | 72:15        |

## Восприятие
| Сводный рейтинг | Сводный рейтинг | Сводный рейтинг |
| Издание         | Оценка          | Оценка          |
| Издание         | PS2             | PS3             |
| --------------- | --------------- | --------------- |
| GameRankings    | 85,75 %         | 69,06 %         |

Критики дали игре весьма положительные оценки, так, сайт GameSpot поставил 9,6 баллов из 10, IGN — 8,7 баллов из 10. Особенно высоко были оценены приёмы персонажей и качественная графика: журнал GamePro отмечал, что на аренах некоторых бойцов можно разглядеть отдельные нарисованные травинки. В 2007 году IGN поместил Tag Tournament на 23 место в списке лучших игр для PlayStation 2.
Журнал Famitsu оценил версию игры для PlayStation 2 в 38 баллов из 40 возможных.
Благодаря высоким оценками от критиков и журналов, игра была продана по всему миру 4,3 миллиона копий. По игре фанаты часто устраивают бои и свои результаты заносят в таблицы.

## Продолжения
Продолжение игры Tekken Tag Tournament 2 было впервые было объявлено в 2010 году на выставке Tokyo Game Show. Игровой процесс заимствован из Tekken 6 и также включает в себя всех персонажей, появившиеся в сериях игр. Данная игра была выпущена на аркадных автоматах, PlayStation 3, Xbox 360 и Wii U в 2011 и 2012 годах.
Мини-игра Tekken Bowl была выпущена отдельно 23 июля 2012 года на операционной системе iOS.